# Agatone (nome)
Agatone  è un nome proprio di persona italiano maschile.

## Varianti
- Femminili: Agatona[1][2]

### Varianti in altre lingue
- Basco: Agaton[6]
- Catalano: Agató[6], Agàton
- Francese: Agathon
- Greco antico: Ἀγάθων (Agáthon)[2][5][6][7][8], Ἀγάθωνος (Agathonos)[5]
- Latino: Agathon[2][5], Agatho[5]
- Polacco: Agaton
- Portoghese: Agatão
- Russo: Агатон (Agaton)
- Spagnolo: Agatón[6]
- Ucraino: Агафон (Ahafon)

## Origine e diffusione
Deriva dal nome greco Ἀγάθων (Agáthon), basato sul termine ἀγαθὸς (agathos, "buono", "nobile", "valente"), da cui è tratto il nome Agata, di cui Agatone potrebbe anche essere considerato una forma maschile. A differenza di Agata, però, originariamente Agatone era presumibilmente una forma abbreviata di altri nomi contenti l'elemento ἀγαθὸς, come ad esempio Agatangelo, Agatocle e Agatodoro.
Il nome è illustrato da Agatone, un tragediografo ateniese, oltre che da diversi santi fra cui spicca papa Agatone; il nome, rarissimo in Italia, sopravvive esclusivamente grazie al culto di questi ultimi.

## Onomastico

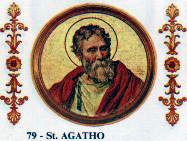
Papa Agatone

L'onomastico si può festeggiare in memoria di più santi, alle date seguenti:
- 10 gennaio, sant'Agatone, papa[6][9][10]
- 18 gennaio, sant'Agatone, nobiluomo, martire in Egitto[5][10]
- 9 febbraio, sant'Agatone, martire in Egitto[5]
- 14 febbraio, sant'Agatone, esorcista, martire con altri compagni ad Alessandria d'Egitto[5][9][10]
- 13 aprile, sant'Agatone, martire a Pergamo[5]
- 26 giugno, sant'Agatone, martire ad Alessandria d'Egitto con altri compagni[5][10]
- 5 luglio, sant'Agatone, martire con santa Trifina in Sicilia[5][9][10]
- 8 luglio, sant'Agatone, monaco[5]
- 4 settembre, sant'Agatone, martire in Etiopia[5]
- 21 ottobre, sant'Agatone, eremita e abate in Tebaide[9][10]
- 7 dicembre, sant'Agatone, soldato, martire ad Alessandria d'Egitto[5][10]

## Persone
- Agatone, tragediografo ateniese
- Agatone, militare macedone antico
- Agatone, papa
- Agatone d'Egitto, monaco egiziano